# Leburtonstadion
Het Leburtonstadion (Frans:Stade Leburton) is een voetbalstadion in Tubeke, Waals-Brabant. Het is de thuisbasis van voetbalclub AFC Tubize en heeft een capaciteit van 8.100 plaatsen. In 2008, toen AFC Tubeke promoveerde vanuit de Tweede klasse, werden verbouwingswerken uitgevoerd om het stadion te laten voldoen aan de vereisten voor Eerste klasse.
AFAS-stadion Achter de Kazerne (KV Mechelen) ·
Bosuilstadion (Antwerp FC) ·
Cegeka Arena (KRC Genk) ·
Edmond Machtensstadion (RWDM) ·
Ghelamco Arena (KAA Gent) ·
Guldensporenstadion (KV Kortrijk) ·
Jan Breydelstadion (Cercle Brugge · Club Brugge) ·
Joseph Marienstadion (Union Sint-Gillis) ·
Kehrwegstadion (KAS Eupen) ·
King Power at Den Dreef Stadion (OH Leuven) ·
't Kuipje (KVC Westerlo) ·
Lotto Park (RSC Anderlecht) ·
Maurice Dufrasnestadion (Standard Luik) ·
Stade du Pays de Charleroi (Sporting Charleroi) ·
Stayen (STVV)